# Svartgrund (vid Stormälö, Pargas)
Svartgrund är öar i Finland. De ligger i Skärgårdshavet och i kommunen Pargas i landskapet Egentliga Finland, i den sydvästra delen av landet. Öarna ligger omkring 23 kilometer söder om Åbo och omkring 160 kilometer väster om Helsingfors.
Arean för den av öarna koordinaterna pekar på är 0,3 hektar och dess största längd är 110 meter i sydöst-nordvästlig riktning. Närmaste större samhälle är Väståboland, 11,6 km öster om Svartgrund.